# کوین برادشاو (دوچرخه‌سوار)
کوین برادشاو (انگلیسی: Kevin Bradshaw؛ (زادهٔ ۳۰ آوریل ۱۹۵۷ – درگذشتهٔ ۱۶ مارس ۲۰۲۱) دوچرخه‌سوار اهل استرالیا بود. وی در بازی‌های المپیک تابستانی ۱۹۸۰ شرکت کرده بود.